# Henrik VI., car Svetog Rimskog Carstva
Henrik VI. iz dinastije  Hohenstaufen (Nijmegen, jesen 1165. – Messina, 28. rujna 1197.) bio je rimsko-njemački kralj od 1169. da bi godine 1191. bio okrunjen za cara. Od 1194. pa do smrti također je bio sicilski kralj.
Henrik je bio drugi sin cara Fridrika Barbarosse i Beatrice od Burgundije. Godine 1186. oženio se Konstancom, koja je kao kći normanskog kralja Sicilije Rogera II. bila teta i nasljednica sicilskog kralja Vilima II. Posljednjih godina života svoga oca, Henrik je sve više djelovao samostalno. Nakon očeve smrti dolazi u sukob s vojvodom Henrikom Lavom koji nagodbom rješava tek 1194. Na Siciliji je nakon smrti kralja Vilima II. kraljem proglašen Tankred iz Leccea, unatoč Henrikovim zahtjevima za prijestolje. Pokušaj osvajanja Sicilije 1191. završio je neuspješno pred Napuljom.
Henrik je uspješno ugušio urotu knezova, kojoj su povod bili sukobi oko biskupije Lüttich, zarobivši engleskog kralja Rikarda Lavljeg Srca koji mu je morao platiti znatnu otkupninu i položiti zakletvu kao njegov vazal. Caru se 1194. posrećilo da osvoji Siciliju. 1195. i 1196. Henrik je pokušao preobraziti Sveto Rimsko Carstvo u nasljednu monarhiju dinastije Staufen, ali nije uspio zbog otpora knezova Carstva. Nije uspio ni ujediniti Siciliju s Carstvom zbog odbojnog stava Rimske kurije. Henrik je umro za vrijeme priprema za križarski rat čiji je cilj osim osvajanja Jeruzalema možda bilo i osvajanje  Bizantskog Carstva.
Historiografija smatra Henrika sposobnim i uspješnim, ali također i beskrupuloznim vladarom. Careva vladavina završila je neuspješno samo zbog njegove rane smrti.

## Život

### Carev sin (1165. – 1185.)
Henrik je rođen u jesen (vjerojatno u listopadu ili studenom) 1165. u Nijmegenu. Roditelji su mu bili car Fridrik I. Barbarossa i Beatrica od Burgundije.
Na Duhove 1169. car Fridrik je na saboru u Bambergu dao izbornim činom Henrika odrediti za rimskoga kralja. Razlog za to očito je bilo osiguranje nasljedstva. Osim toga, činilo se da knezovi nisu postavljali nikakve uvjete za taj izbor. Pregovori s Rimskom kurijom pobudili su nadu u okončanje šizme nastale 1160. izborom dvojice papa. Fridrik nije priznao  Aleksandra III., ali to je kasnije trebao učiniti Henrik da bi kao nasljednik prijestolja mogao vladati u miru s papom. Također, čini se da je Fridrik želio da biskupi vjerni papi uzdignu Henrika za njegovog suvladara što, međutim, nije uspjelo zbog velikih carevih zahtjeva. Henrik je 15. kolovoza 1169. u Aachenu okrunjen za kralja.
Henrik se kao kralj prvi put spominje kao svjedok u jednoj povelji iz 1173. Sljedeće četiri godine pratio je oca na vojnom pohodu u Italiju. U to ga je doba vjerojatno podučavao dvorski kapelan Gottfried von Viterbo. Kroničari izvješćuju da je Henrik znao čitati i pisati, a navodno je znao i latinski. Gottfried izvješćuje o Henrikovoj bibilioteci u dvorcu Hagenau i njegovom zanimanju za filozofske studije.
Godine 1178. Henrik se s ocem preko Burgundije vratio u Njemačku. Otada je sve samostalnije politički djelovao. Dok mu se otac borio protiv bavarskog i saskog vojvode Henrika Lava, Henrik je prije svega djelovao na zapadu Carstva. Tako je godine 1182. posredovao u sukobu između francuskog kralja i grofa od Flandrije. 
Na saboru u Mainzu Henrik i njegov brat su 21. svibnja 1184. promovirani u vitezove. Iste je godine poveo vojni pohod protiv poljskog velikog vojvode  Kazimira II.  koji je završio Kazimirovim polaganjem vazalske prisege (čime je priznao vrhovnu vlast Svetog Rimskog Carstva). 
Car Fridrik Barbarossa započeo je najkasnije 1184. pregovore sa sicilskim kraljem Vilimom II.  o vjenčanju sina Henrika s Vilimovom tetom Konstancom. Kako je Vilim bio bez djece,  u vjenčanom ugovoru naglašeno je Konstancino nasljedno pravo na Sicilsko Kraljevstvo. Sicilijansko plemstvo također se obvezalo da će priznati Konstancina i Henrikova nasljedna prava. U listopadu iste godine Barbarossa je uzalud nastojao postići da Henrik bude okrunjen za cara.

### Henrik u posljednjim godinama vladavine svoga oca (1185. – 1190.)
Godine 1185. Henrik se pripremao na vojni pohod protiv Francuske da podupre Englesku koja je tada bila saveznica Carstva. Grofovi od Hennegaua i Flandrije nisu, međutim, sudjelovali u tom pohodu, tako da je s Francuskom sklopljen mir. 
27. siječnja 1186. Henrik se u Milanu oženio Kostancom. Nakon toga oboje su okrunjeni za kraljeve Italije. Otada je Henrik također nosio titulu  Cezara oslanjanjući se očito na antičku praksu vladanja kao i na carsku ideju Staufovaca temeljenu na rimskom pravu.  Ova titula također se može smatrati i reakcijom na papino odbijanje da Henrika okruni za cara.
Napad na Cremonu izazvao je sukob s papom Urbanom III.  Henrikova vojska je u Toskani pustošila Papinsku Državu sve do sklapanja mira u kolovozu 1186. Henrik je, rješavajući poslove Carstva, ostao u Italiji do kraja 1187. kada se vratio u Njemačku.  
U ožujku 1188. sudjelovao je na „Saboru Isusa Krista“ u Mainzu na kojem je car Fridrik Barbarossa objavio da ide u križarski rat. Kad je Brabarossa 1189. krenuo u Treći križarski rat, predao je vlast nad Carstvom Henriku koji je tada stupio u pregovore s papom oko uvjeta njegove krunidbe za cara. Papi je obećan povratak svih crkvenih imanja koje je zauzela vojska Staufovaca. U lipnju iduće godine car Fridrik I. Barbarossa umro je za vrijeme križarskog rata. 
Godine 1189. vojvoda Henrik Lav vratio se, sukladno ranijem dogovoru s carem, iz progonstva u Njemačku. Odmah je započeo rat protiv svojih protivnika u Saskoj. Kralj Henrik krenuo je nato u Sasku protiv Henrika Lava, ali je zbog zime morao ubrzo prekinuti vojni pohod. Osim toga, saznao je za smrt sicilskog kralja Vilima II.  Na Siciliji su tada izbili nemiri. Većina baruna za kralja je izabrala Tankreda od Lecce čime nisu poštovali nasljedno pravo Henrika i Konstance. Tankred se okrunio, kako navode izvori, s papinim dopuštenjem. Izbila su neprijateljstva između Tankredovih pristaša i Henrikovih pristaša u Apuliji pod vodstvom grofa Rogera od Andrije. Henrik je nato poslao vojsku da pomaže Rogera.
1190. sasko plemstvo porazilo je Henrika Lava. Sredinom srpnja sklopljen je mir u Fuldi: Henrik Lav dobio je polovicu carskih prihoda u  Lübecku, a zauzvrat morao je srušiti utvrde Lüneburg i Braunschweig te poslati sina Henrika s kraljevom vojskom u Italiju.

### Krunidba za cara i vojni pohod protiv Sicilskog Kraljevstva (1190. – 1191.)
Henrik je u Augsburgu pripremao vojni pohod na Italiju. Ondje je saznao i za smrt oca i brata u križarskom ratu. Dok je njegova vojska marširala u Italiju, Henrik je otputovao u Tiringiju. Tirinški grof Ludvig III. umro je, naime, u listopadu 1190. u križarskom ratu te je njegov brat Herman zatražio da mu se dodijeli njegova grofovija. Henrik je isprva namjeravao zadržati Tiringiju, ali ju je ipak dao Hermanu nakon nekih njegovih teritorijalnih ustupaka. Početkom 1191. pridružio se vojsci u Italiji. Cilj ovoga Henrikovog vojnog pohoda je osim krunidbe za cara svakako bilo i osvajanje Sicilskog Kraljevstva.
U siječnju 1191. Henrik je u Lombardiji pregovarao s Eleonorom Akvitanskom, udovicom engleskoga kralja  Henrika II. Eleonora je pokušavala raskinuti zaruke između svoga sina Rikarda Lavljeg Srca i polusestre francuskog kralja Filipa II. Augusta  koje su bile sklopljene još 1169. Henriku VI. bilo je u interesu raskidanje tih zaruka jer je Rikard tada bio u Messini gdje je podupirao Tankreda. Nadao se da će raskidanje tih zaruka pogoršati odnose između Engleske i Francuske što bi prisililo Rikarda Lavljeg Srca da se povuče iz Messine čime bi Tankred ostao izoliran. Kao protuuslugu Henrik je obećao Eleonori da se neće miješati u sukobe francuskog kralja, koji je bio njegov saveznik, s Engleskom. Ubrzo potom Eleonora je otputovala u Rim gdje je postigla da se poništi brak između Henrikova brata Konrada i Berenguele Kastiljske. Time su Staufovci izgubili vezu s Pirinejskim poluotokom i bili tako izolirani da im je Francuska ostala jedini saveznik. Sve francuske pokušaje za sklapanjem mira s Engleskom Eleonora je osujetila.
U Lombardiji je Henrik nastojao steći saveznike među sjevernotalijanskim gradovima nastojeći pritom izbjeći favoriziranje Milana. Također je pregovarao s Pisom i Genovom da mu stave na raspolaganje flotu protiv Sicilije. U travnju su počeli pregovori s papom Celestinom III.  o uvjetima krunidbe za cara. Henrik je morao grad Tusculum predati Rimljanima koji su ga potpuno razrušili. Predaju savezničkog Tusculuma Henrikovi suvremenici smatrali su nečasnim postupkom. Na Uskrsni ponedjeljak 15. travnja 1191. papa Celestin III. okrunio je Henrika VI. za cara Svetog Rimskog Carstva. Car je pritom, prema nekim izvorima, zatražio od pape investituru tj. uvođenje u carsku vlast.
Nakon krunidbe za cara, Henrik je s vojskom krenuo u Apuliju gdje je godinu dana prije poražen njegov pristaša grof od Andrije. U svibnju je započela opsada  Napulja. U carskoj je vojsci međutim izbila epidemija od koje je umro veliki dio vojnika, a razbolio se i sam car. Budući da je sicilijanski admiral Margarit porazio flote Pise i Genove, koje su došle u pomoć caru, Henrik je krajem kolovoza prekinuo opsadu. Dodatan udarac pretrpio je kada mu je žena Konstanca zarobljena u Salernu i odvedena u Palermo. Car se do kraja godine zadržao u sjevernoj Italiji baveći se poslovima Carstva. Tako je sklopio savez s francuskim kraljem Filipom II. protiv engleskog kralja Rikarda Lavljeg Srca. Henrikovo povlačenje iskoristio je Tankred te se učvrstio i na teritoriju Sicilskog Kraljevstva u južnoj Italiji.

### Kneževska opozicija protiv Henrika (1192.)
U Njemačkoj vojvoda Henrik Lav nije namjeravao poštovati odredbe mira u Fuldi. Zato su iznova izbili sukobi između njega i njegovih protivnika u Saskoj (Askanijevaca i Schauenburgovaca). Sin Henrika Lava Henrik V. od Braunschweiga napustio je pred Napuljem carsku vojsku. Car je zbog toga na saboru u Wormsu na Duhove 1192. nad njim izrekao kaznu progonstva. Čini se da je Henrik ipak bio zainteresiran za mirno rješavanje sukoba jer nije pomogao antiwelfske snage u Saskoj. Budući da je i vodeći pristaša Staufovaca na sjeveru Njemačke nadbiskup Magdeburga Wichmann von Seeburg umro, sklopljen je mir između Henrika Lava i njegovih protivnika u Saskoj koji je na carevu molbu produžen. 
Smrću Welfa VI. car Henrik baštinio je njegove posjede u Švapskoj čime je ojačala moć Staufovaca na tom području.
U rujnu 1192. car se uputio u Lüttich, da osigura položaj Lothara von Hochstadena kojeg je imenovao za biskupa. Imenovao ga je još u proljeće na saboru u Wormsu, a ne Alberta Lava, kandidata Albertova brata Henrika I., vojvode Brabanta. Albert je nato uz papinu potvrdu zaređen u  Reimsu za biskupa te je uz bratovu pomoć nastojao zasjesti na biskupsku stolicu u Lüttichu. Car je poveo vojni pohod protiv Lotharovih protivnika i brzo prisilio Henrika Brabantskog na mir.
U listopadu iste godine car je smijenio biskupa Bremena Hartwiga, pristašu Henrika Lava. Na istoku Carstva posredovao je u sklapanju mira između grofa Tiringije Hermana i Alberta, markgrofa Meißena. U isto vrijeme Alberta Lava ubili su njemački vitezovi. Henrik Brabantski je za umorstvo svoga brata optužio cara što je dalo novi potencijal za carev sukob s plemstvom na zapadu Njemačke.  Nasljedstvom koje je propagirao, Henrik VI. pokušavao je dovesti pod svoju kontrolu plemstvo na tom području koje je bilo skeptično prema njemu.  Upravo je taj pokušaj doveo do novog ustanka pod vodstvom nadbiskupa Kölna Brune. Ustanku su se pridružili vojvoda Limburga te Henrik Brabantski. Navodno se Henrik Brabantski čak namjeravao proglasiti protukraljem. Osim toga car je također imao sukoba s nadbiskupom Mainza Konradom, grofom Tiringije, markgrofom Meißena, češkim vojvodom, Danskom, Engleskom i Henrikom Lavom. Papa je bio ljut zbog imenovanja Lothara von Hochstadena za biskupa Lütticha,  a Zähringovci su na gornjoj Rajni predstavljali opasnost za moć Staufovaca na tom području.

### Zarobljavanje Rikarda Lavljeg Srca  (1192. – 1194.)
U to doba prijetnji carevoj vlasti dogodilo se zarobljavanje engleskog kralja Rikarda Lavljeg Srca dok se vraćao iz križarskog rata. Rikard je u Akvileji doživio brodolom i u Goriškoj izašao na kopno. U prosincu 1192. zarobio ga je austrijski vojvoda Babenbergovac Leopold V. i isprva ga držao u dvorcu Dürnstein. Zarobljavanje je Henrik prije dogovorio u Milanu s francuskim kraljem Filipom II. Augustom i bila je to njegova reakcija na vojni savez koji je Rikard u jesen 1190. sklopio s Tankredom od Lecce.  Povratnici iz križarskog rata bili su pod posebnom zaštitom Crkve zbog čega je Leopold izopćen. Zarobljenik je u ožujku 1193. u Speyeru predan caru koji ga je između ostaloga držao zarobljena i u dvorcu Trifels.
U proljeće 1193. car je od Rikarda Lavljeg Srca zatražio otkupninu i to 100 000 maraka od čega je polovicu trebao dobiti vojvoda Leopold. Novac je službeno deklariran kao miraz za Rikardovu nećakinju koja se trebala udati za jednog od Leopoldovih sinova. Nadalje, Rikard je s vojskom trebao sudjelovati u carevu pohodu protiv svog dosadašnjeg saveznika Tankreda te za puštanje na slobodu dati taoce.
Zarobljavanje Rikarda Lavljeg Srca bio je težak udarac za kneževsku opoziciju protiv cara. U lipnju 1193. Rikard je morao knezovima preporučiti da započnu pregovore s carem. Car se ogradio od ubojstva Alberta Lava i dao prognati ubojice. Vojvode Limburga i Brabanta smjeli su podupirati svoje kandidate za biskupe Lütticha. Kölnski nadbiskup Bruno dobio je jamstvo svojih prava. Češki vojvoda, koji je takođr pripadao kneževskoj opoziciji, svladan je napadom praškog biskupa.
Iako su i Filip II. August i Rikardov brat Ivan bez Zemlje ponudili plaćanje otkupnine, ako kralj godinu dana dulje ostane u zarobljeništvu, Henrik se u lipnju 1193. dogovorio s Rikardom. Rikard, čija se majka Eleonora također zalagala za njegovo oslobađanje, obvezao se da će Englesku primiti od cara kao leno i osim 100 000 maraka otkupnine plaćati godišnji danak od 5 000 funti. Time je Rikard priznao carevu vrhovnu vlast nad Engleskom. Od Filipa II. i Ivana bez Zemlje Henrik je pod prijetnjom vojne sile zatražio da vrate sve posjede koje su oduzeli Rikardu za vrijeme njegova zarobljeništva. Henrik ovime više nije bio upućen samo na Francusku nego je dobio Rikarda za vazala, ali i kao neovisnog engleskog kralja koji je nastavio rat protiv Francuske pri čemu je i francuski kralj Filip II. bio upućen na Henrika kao saveznika. Car je tako spretno manevrirao kao posrednik između Engleske i Francuske.
U veljači 1194. riješen je konačno sukob s Welfima sklapanjem braka Henrika V., sina Henrika Lava s Agnezom von Staufen, nasljednicom falačkog grofa Konrada von Staufena. Taj događaj bio je velik uspjeh za Welfe ne samo zbog teritorijalnog dobitka nego i zbog činjenice da je služba falačkoga grofa od carske službe postala teritorijalnim gospodstvom. U ožujku je car i službeno sklopio mir s Henrikom Lavom.

### Osvajanje Sicilskog Kraljevstva (1194. – 1195.)
Dok se Henrik u Njemačkoj morao boriti protiv kneževske opozicije, nastavljali su se sukobi u Italiji. Nakon Henrikova poraza pod Napuljem Tankred je pod svoju kontrolu vratio veći dio Apulije. U proljeće 1192. vodili su se pregovori s papom o puštanju careve žene Konstance na slobodu. Henrik je i dalje odbijao priznati Tankreda za kralja. Tankredu je ipak uspjelo, pod uvjetom da Siciliju prizna kao papinsko leno, da ga papa Celestin III. prizna za kralja.  U ljeto 1192. Henrik je sklopio savez s važnim sjevernotalijanskim gradovima i markgrofom Montferrata da održi mir u Lomabardiji radi planiranog vojnog pohoda na Siciliju. U Tusciji je predao upravu Carstva Konradu von Lützelhardtu.
U veljači 1194. umro je kralj Tankred. Naslijedio ga je maloljetni sin Vilim III.  Regentica je postala njegova majka Sibila. Henrik VI. započeo je u svibnju 1194., financiran novcem od otkupnine za Rikarda Lavljeg Srca, novi vojni pohod protiv Sicilskog Kraljevstva. U Lombardiji je proslavio blagdan Duhova i za iduće mjesece osigurao pomoć flota Genove i Pise. U kolovozu Napulj je bez borbe otvorio caru vrata. Salerno, grad koji je 1191. izručio caricu Konstancu Tankredu, u rujnu 1194. potpuno je spaljen. 20. studenog 1194. Henrik je ušao u Palermo i u tamošnjoj katedrali na Božić iste godine okrunjen za kralja normanskog Sicilskog Kraljevstva. Dan nakon krunidbe carica Konstanca rodila je jedino Henrikovo dijete, budućeg cara Fridrika II. Ubrzo nakon toga Henrik je zarobio vodeće normanske plemiće zbog urote protiv njega. Normansko kraljevsko blago odnijeto je u Njemačku gdje je odvedena i kraljevska obitelj koja je također okrivljena za urotu protiv cara.
Na saboru u Bariju u ožujku 1195. Henrik VI. nastojao je iskoristiti vojne uspjehe pa je na službe u Sicilskom Kraljevstvu postavio sebi odane velikaše iz Njemačke. Svoga brata Filipa Švapskog  imenovao je vojvodom Toskane. Sve to trebalo je Siciliju povezati sa sjevernom Italijom i uključiti je u Sveto Rimsko Carstvo. Osim toga čini se da je careva namjera bila da bogatu Siciliju s modernim upravnim strukturama učini središtem Carstva i staufovske moći.

### Plan za križarski rat (1195.)
Na saboru u Bariju Henrik je objavio želju da pođe u križarski rat. Pritom je imao nekoliko ciljeva. Križarski rat trebao je potaknuti papu Celestina III.  da odobri ujedinjenje Sicilskog Kraljevstva sa Svetim Rimskim Carstvom  (unio regni ad imperium) i odustane od zahtjeva za vrhovnom vlašću nad Sicilijom što je papi priznao kralj Tankred. Car je obećao da će za godinu dana križarskoga rata dati 1 500 vitezova i isto toliko pješaka. Daljnji razgovori s kardinalima u Ascoliju nisu međutim donijeli caru nikakav napredak.
Središnju ulogu u tome očito su imale eshatološke predodžbe. Prema njima Henrik, ili netko od očekivanih nasljednika iz njegovog roda, bio bi poslan pred  Posljednji sud  kao car mira i posljednji car. Taj posljednji car bi, prema predodžbama toga vremena, trebao ujediniti Istok i Zapad, obratiti Židove na kršćanstvo i pobijediti pogane u Svetoj zemlji. Osvajanjem Jeruzalema i stavljanjem krune i žezla na brdo  Golgota posljednji car započeo bi zatim posljednji sud.  Prema tome, kao cilj Henrikova križarskog rata nije se smatralo osvajanje što je više moguće teritorija nego bi osvajanjem Jeruzalema došlo do uzvišenja dostojanstva carske dinastije Staufen.
U historiografiji je sporno jesu li Henrikovi ekspanzionistički planovi bili usmjereni i protiv Bizantskog Carstva. 1194. su poslanici bizantskog vazala  Leona II.  postigli da mu car dodijeli kraljevsku krunu i jedan dio Sirije kao nagradu. 1196. je i vladar Cipra Amalrik primio svoje kraljevstvo od cara kao leno.
U proljeće 1195. tražili su Henrikovi poslanici u Bizantu ustupanje pojasa od  Drača do Soluna, koji je prije pripadao normanskom vladaru Vilimu II.  Prema njemačkoj povjesničarki Claudiji Naumann to je značilo obnavljanje nekadašnje normanske (neprijateljske) politike prema Bizantu. Ubrzo nakon toga bizantskog cara Izaka II. Angela  svrgnuo je njegov brat  Aleksije III. Angel. Novo Henrikovo poslanstvo zatražilo je krajem 1195. od novog bizantskog cara flotu kao pomoć u križarskom ratu i plaćanje godišenjg danka od 5 000 funti u zlatu. Henrik je u protivnom zaprijetio napadom na Bizant. U daljnjim pregovorima iznos je smanjen na 1 600 funti. Naumann smatra da je car zaprijetio napadom na Bizant kao sredstvo pritiska da dobije pomoć za vođenje križarskog rata.
Svrgnuće Izaka II. bila je mogućnost za Henrika da zatraži cijeli teritorij Bizanta. Henrikov brat Filip oženio je naime snahu kralja Tankreda, ujedno i Izakovu kćer, pa je samim time Henrik VI. mogao nastupiti kao branitelj prava svrgnutog cara. Podupiranjem Cipra i Male Armenije, dotadašnjih bizantskih vazala, car je mogao istočno Sredozemlje dovesti pod svoju vlast što bi na kraju vjerojatno završilo osvajanjem Bizantskog Carstva.
Daljnji oslonac za ovladavanje Sredozemljem donio je dobitak starih normanskih posjeda u sjevernoj Africi. Kalif Tripolisa i Tunisa pristao je na Henrikov zahtjev za plaćanjem danka i zbog prijetnji od Almohada.

### Plan o nasljednom Carstvu (1195. – 1196.)
U ljeto godine 1195. Henrik se vratio u Njemačku da dobije potporu za planirani križarski rat te da u slučaju svoje smrti u križarskom ratu regulira nasljedstvo prema svojim željama. Prije toga morao se pozabaviti prilikama u markgrofoviji Meißen gdje je još od vremena njegova stupanja na prijestolje bjesnio rat između braće grofova Albrechta i Dietricha. Albrecht je zaprijetio susjednom Pleißenlandu, kojeg su posjedovali Staufovci. Albertova smrt u srpnju 1195. dala je Henriku mogućnost da oslabi položaj Wettina. Odbio je Dietrichu dodijeliti makgrofoviju Meißen, nego ju je zadržao za sebe.
U listopadu 1195. došlo je na saboru u Gelnhausenu do dogovora između Hartwiga, kojeg je car ranije smijenio s položaja bremenskog biskupa, i Henrika. U zamjenu za teritorijalne i materijalne ustupke Hartwig je dobio dozvolu da se vrati na stolicu bremenskog biskupa. U Gelnhausenu su se caru pridružili mnogi saski i tirinški plemići kao pratnja u križarski rat. U prosincu je carev poziv u križarski rat na saboru u Wormsu naišao na veliki odjek. Tamo je Henrik odredio da će ga sin Fridrik naslijediti kao njemački kralj. Istovremeno je odredio da će idućeg Božića krenuti u križarski rat. Izbor mladoga Fridrika za kralja međutim nije uspio zbog otpora kölnskog nadbiskupa Adolfa.
Knezovi su željeli da lena mogu naslijediti i njihova izvanbračna djeca te ženska loza. Čini se da je na prijelazu godine 1195. u 1196. među Henrikovim savjetnicima, vjerojatno u dvorcu Hagenau, nastao tzv. plan o nasljednom Carstvu. Na tim je razgovorima vjerojatno bio nazočan i papin legat. U ožujku 1196. Henrik je u Mainzu predložio knezovima da Sveto Rimsko Carstvo postane nasljedno carstvo. Knezovi su pod carevim prijetnjama taj plan odobrili. Krajem ožujka pregovori su na saboru u Würzburgu trebali biti privedeni kraju. Tamo je Henrik navodno izjavio da želi Sicilsko Kraljevstvo sjediniti s Carstvom, a njegove vladare odrediti za jedine nasljednike. Knezovima je zauzvrat trebalo biti odobreno nasljeđivanje njihovih lena i u ženskoj lozi. Odobrenje duhovnih knezova trebalo je biti osigurano carevim odreknućem od regalnog prava (prava na prihod s biskupskih i samostanskih posjeda za vrijeme upražnjenosti stolice biskupa i/ili opata).  Čini se da su knezovi pristali na carev prijedlog kao i na izbor njegova sina Fridrika za kralja. Kod dijela knezova, osobito onih iz Saske, izbilo je nezadovoljstvo zbog careva plana. Nabiskup Kölna Adolf nije se čak ni pojavio na saboru.
U srpnju 1196. Henrik je preko Burgundije krenuo u Italiju. Tamo je pregovarao s papom Celestinom III. o krštenju i pomazanju sina Fridrika za kralja, a zauzvrat je obećao javno uzeti križ tj. krenuti u križarski rat. Da bi postigao trajan sporazum s papom, car je papi dao sa svoga gledišta  „najvišu ponudu“. Budući da izvori šute o pojedinostima te ponude, pojavila su se razna nagađanja o njenom sadržaju. Povjesničar Johannes Haller povezao je tu ponudu s događajima u vrijeme Henrikove krunidbe za cara. Zaključio je da je Henrik papi ponudio Carstvo kao leno. Novija istraživanja pretpostavljaju da je car htio dodijeliti papi kao posjed najvrjedniju zadužbinu od svake veće biskupske crkve u Carstvu. Papa je ipak odbio Henrikove prijedloge, jer se papino pomazanje Fridrika za kralja moglo smatrati da priznaje vlast Staufovaca nad Sicilskim Kraljevstvom čime bi Papinska Država bila potpuno okružena teritorijem pod njihovom vlašću. U Njemačkoj je u međuvremenu, prije svega u Saskoj i Tiringiji, jačao otpor protiv careva plana o nasljednom Carstvu. Odbijanjem sudjelovanja u križarskom ratu knezovi su vjerojatno cara željeli prisiliti na obnovu pregovora. Nakon što je Henrik opomenuo knezove, neki od njih povukli su i svoj pristanak za Fridrikov izbor za kralja. Budući da je papa u tim uvjetima odbio daljnje razgovore, car je knezove oslobodio obećanja da će odobriti izbor njegova sina Fridrika za kralja. Knezovi su nato oko Božića 1196.u Frankfurtu izabrali Fridrika za rimskog kralja.

### Rana smrt i slabljenje staufovske moći (1197.)
Henrik se krajem 1196. iz srednje Italije uputio u Capuu gdje je okrutno dao pogubiti zarobljenog grofa Rikarda od Accere. U ožujku 1197. stupio je na tlo Sicilskog Kraljevstva. U Palermu je preispitao privilegije odobrene sicilijanskom plemstvu. U svibnju se uputio u Messinu radi priprema za križarski rat. Tamo je saznao za veliku urotu sicilijanskih plemića u kojoj je trebao biti ubijen, a oni preuzeti vlast u Sicilskom Kraljevstvu. Ustanici su poraženi kod Catanije. Vođi ustanika Henrik je daoi na glavu utisnuti užarenu krunu. Za sudjelovanje u uroti osumnjičeni su i papa Celestin III. te careva žena Konstanca u što povjesničari ipak sumnjaju.
Kraj kolovoza car je u lovu kod Fiumedinisija dobio jak napadaj groznice. Krajem rujna činilo se da mu se stanje poboljšalo, ali Henrik VI. umro je 28. rujna 1197. u Messini u 32. godini. Vjerojatno je ipak umro od  malarije od koje se vjerojatno razbolio još za vrijeme opsade Napulja 1191. Kružile su također i glasine da ga je dala otrovati žena Konstanca.
Konstanca je muža prvo dala pokopati u Messini. Od zarobljavanja Rikarda Lavljeg Srca Henrik je bio izopćen iz Crkve, stoga je nastojala da papa ukine to izopćenje. To je učinio papa  Inocent III.  godine 1198. Vjerojatno početkom svibnja 1198. Henrik VI. pokopan je u porfirnom sarkofagu u katedrali u Palermu.
U svojoj oporuci, čiji sadržaj je doduše poznat samo preko izvješća pape Inocenta III., car je odredio da područja u srednjoj Italiji pripadnu papi kako bi njegova sina Fridrika okunio za cara. U slučaju da Fridrik i Konstanca umru bez potomstva Sicilsko Kraljevstvo pripalo bi papi.
Nakon Henrikove smrti staufovsko Carstvo imalo je više kriza. U Njemačkoj su pristaše Staufovaca izabrali za kralja Henrikova najmlađeg brata Filipa Švapskog, a Welfi Otona IV., sina Henrika Lava. U Rimu je 1198. papom postao Inocent III. koji je svjetsku vlast Staufovaca htio zamijeniti papinskom svjetskom vlašću. Iste godine umrla je Konstanca, koja je na Siciliji preuzela vlast umjesto dvogodišnjeg sina Fridrika. U oporuci je imenovala papu Inocenta III. za skrbnika mladome Fridriku. Križarski rat je bez Henrikova vodstva imao samo ograničene uspjehe.

## Vladarska praksa Henrika VI.
Henrikova vladavina bila je obilježena stalnim putovanjima. Kao mjesta boravka car je prije svega birao biskupije i kraljevske posjede. Pri tom se više zadržavao na kraljevskim, nego na crkvenim posjedima.
Henrik se prije svega zadržavao u jezgrenim područjima Carstva na srednjoj i gornjoj Rajni i na području oko rijeke Majne. Za razliku od svoga oca rijetko je boravio u Saskoj, Bavarskoj i na području donje Rajne i to zbog osobitih razloga. U Švapskoj, odakle Staufovci vuku podrijetlo, stalna vladareva prisutnost radi osiguranja vlasti nije ni bila potrebna. Općenito, Henrikovu vladavinu karakterizira slabljenje kraljevske moći u rubnim područjima Svetog Rimskog Carstva.
Za vrijeme Henrikovih putovanja njegova kancelarija izdavala je povelje i to većinom samo nositeljima vlasti na području gdje bi car trenutno boravio. Samo na području Rajne i Majne vladarske povelje izdavane su u većoj mjeri nadregionalno (odnosno njihov sadržaj nije se odnosio samo na tu regiju).
Od izdanih povelja danas ih je sačuvano nešto više od 500, od čega su 40% originali. Dvije trećine povelja izdane su pojedincima talijanskog podrijetla što je znatno više od Henrikova oca, očito zbog osvajanja Sicilskog Kraljevstva. Car je naročito dijelio privilegije svojim saveznicima na donjoj Rajni i u Saskoj gdje je njegova vlast imala najviše protivnika. U Švapskoj pak jedva da je bilo značajnijih davanja privilegija jer je car očito pazio da na području odakle potječe njegova dinastija ne oslabi svoju vlast. Car je također mnogo povelja izdao gradovima Carstva i cistercitima.

## Značaj

### Ocjene suvremenika
O životu Henrika VI. saznajemo prije svega iz suvremenih povelja i kronika. Henrikova kancelarija izdala je mnogo povelja koje prije svega daju podatke o carevim putovanjima i osobama iz njegove blizine. One također rasvjetljavaju pregovore koje je vodio car. Povelje iz papinske kancelarije donose pak tijek pregovora s gledišta suprotne strane.
Cara su suvremeni njemački kroničari vrlo pozitivno ocjenjivali. Gottfried von Viterbo vidio je u Henriku i dinastiji Staufen nasljednike rimskih careva. U djelu Speculum regum opisuje prijenos vlasti od biblijskog općeg potopa do Henrika. Važna je također carska kronika Otta von St. Blasiena te spisi Burcharda von Ursberga i kroničara samostana u Marbachu. Daljni izvori skloni Staufovcima su Kölnska kraljevska kronika (Chronica regia Coloniensis) te pjesma Gesta Heinrici VI.  koja opisuje careva djela u Italiji.
Henrikove aktivnosti u sjevernoj Njemačkoj, tako i sukobi s Welfima, poznati su iz kronika benediktinca  Arnolda von Lübecka i kroničara zadužbine Stederburg. Iz Tiringije je kronika Reinhardsbrunn. Za staufovsku politiku u Flandriji važno je izvješće Giselberta von Monsa.
Pjesnik i teolog Petrus von Eboli posvetio je Henriku svoju slikovnu kroniku Liber ad honorem Augusti sive de rebus Siculis. Djelo je nastalo vjerojatno oko 1196. i opisuje Henrikove aktivnosti u južnoj Italiji i to s carevog gledišta. Petrus je vjerojtano bio i sam nazočan kod mnogih događaja koje opisuje. Druge je vjerojatno saznao preko veza s dvorom, prije svega kancelarom Konrad von Querfurta. Više ostalih djela Petrusa von Ebolija u kojima se bavi Henrikovom vladavinom je izgubljeno. Izvori za Henrikovu vladavinu u Italiji također su kronike gradova u sjevernoj i srednjoj Italiji te djela biskupa grada Salerna Romualda i notara cara Fridrika II. Richarda von San Germana.
Nasuprot izvorima iz njemačkog govornog područja, engleski i francuski suvremeni kroničari većinom se negativno izražavaju o Henrikovoj vladavini. S engleskog dvora su spisi Rogera Howdena i Gervasiusa Tilburija.

### Henrik VI. u modernoj historiografiji
Moderna historiografija naglašava da je Henrik bio sposoban vladar, ali i njegove tamne strane. Careva vladavina na kraju je završila neuspjehom samo zbog njegove rane smrti. Povjesničar Odilo Engels opisuje ga kao „politički istaknutu osobu, koja je željeznom snagom volje morala držati na okupu centrifugalne sile (staufovske vladavine)“. S druge strane Henriku se predbacuje da je izvana doduše snažno pokazivao kraljevsku moć, ali da je iznutra u biti zapostavio ojačati moć Staufovaca.
Peter Csendes smatra da je Henrik bio sposoban i pragmatičan vladar. Njegovi dijelom bezobzirni postupci, poput predaje savezničkog grada Tusculuma protivnicima, priskrbili su mu epitet hladnog i okrutnog vladara. Nije bio osobito sposoban u vođenju vojske i ratovanju.